# Hubert Lampo
Hubert Léon Lampo (Antwerpen, 1 september 1920 – Essen, 12 juli 2006) was een Nederlands (Vlaams) schrijver van psychologische, historische en magisch-realistische romans. Hij werd vooral bekend  door de roman De komst van Joachim Stiller (1960) waarvoor hij in 1963 de Driejaarlijkse Staatprijs ontving. Het boek werd in 1976 door Harry Kümel verfilmd in opdracht van de Vlaamse en de Nederlandse openbare omroep. Tijdens Lampo's leven verschenen 44 Nederlandstalige drukken en talrijke vertalingen.

## Betekenis
Lampo is in het Nederlandse taalgebied niet alleen een belangrijke grondlegger, maar tevens de met afstand bekendste exponent van het magisch realisme, een stroming die zich kenmerkt door de realistische weergave van 'bovennatuurlijke' verschijnselen, eigenschappen en gebeurtenissen. Magie, esoterie en het paranormale worden daarbij zodanig ongemerkt en geleidelijk een aanvankelijk alleszins realistische vertelling binnengesluisd dat de lezer, misleid als hij is door zijn vertrouwdheid met de door de schrijver opgeroepen setting en de zich daarbinnen afspelende handeling, zich van de meest wonderlijke ongerijmdheden pas werkelijk bewust wordt, lang nadat hij ze in wezen al voor zoete koek heeft aangenomen en geslikt.
Deze techniek op zich was weliswaar niet nieuw, want een schrijver als bijvoorbeeld H.G. Wells had er zich al vaak met succes van bediend, maar Lampo paste haar toe op een voor de Nederlandse literatuur vrijwel geheel nieuwe thematiek (het hier bewust bedoelde voorbehoud geldt enkele vroegere werken van Simon Vestdijk (De Kellner en de Levenden) en Ferdinand Bordewijk (Fantastische Vertellingen), die achteraf zonder twijfel tot het magisch realisme gerekend mogen worden).
De behendige en aanstekelijke manier waarop Lampo de techniek in zijn verhalen benutte en de wijze waarop hij gaandeweg zijn mysterieuze bruggen wist te slaan tussen historische motieven enerzijds en anderzijds de grote grabbelton aan thema's, waarvan er vele later een gemeenschappelijke noemer zouden vinden in de term "new age", gaven hem een uitgebreide lezerskring tot ver buiten de grenzen van de Lage Landen.
Het feit dat hij en Johan Daisne de enige echt uitgesproken vertegenwoordigers van het magisch realisme in ons taalgebied waren en dat Lampo van die beiden veruit de grootste lezerskring aan zich wist te binden, verschafte hem bovendien een plaats in de Nederlandse en Belgische school- en geschiedenisboeken en tientallen jaren prijkte zijn werk op vrijwel alle lijsten van verplichte lectuur in het voortgezet onderwijs.
Internationaal gezien was het magisch realisme geen stroming van slechts een of twee auteurs, aangevuld met een enkel boek uit het oeuvre van een paar collega's, maar kon Lampo rekenen op een publiek dat eerder al de Italiaanse auteur Massimo Bontempelli (die de stroming in 1937 haar naam gaf), en het achteraf als magisch-realistisch geduide werk van E.T.A. Hoffmann (Der goldene Topf, 1816), Edgar Allan Poe (Tales, 1840 en 1845), Gustav Meyrink (Der Golem, 1915), Alain-Fournier (Le grand Meaulnes, 1913) en H. Rider Haggard (She, 1887, The People of the Mist, 1894, The Wizard, 1896, Ayesha, 1905 en tal van andere titels) had omhelsd.
Lampo werd tot op hoge leeftijd met talrijke laureaten en prijzen geëerd, maar door veel literaire critici gaandeweg ook steeds vaker verguisd, enerzijds vanwege zijn stijl en anderzijds omwille van de vermeend naïeve manier waarop hij magie en realiteit in zijn werk vermengde. Terwijl hij met name in de jaren 60 en 70 met eer, roem en lof was overladen, zag hij zijn lezersschare nadien weer in een onthutsend tempo ineenschrompelen. Meest illustratief hiervoor is wel het feit dat hij op de lijst van de gedurende het jaar 2004 door Vlaamse bibliotheken meest uitgeleende auteurs al tot de 430e plaats was gedaald. Lampo maakte er overigens ook zelf bepaald geen geheim van dat hij zich door de allengs aanzwellende kritiek ten zeerste miskend en gekrenkt voelde.

## Biografie
Het geboortehuis van Hubert Lampo staat aan de Beerschotstraat in de Antwerpse voorstad "Het Kiel", slechts twee straten verwijderd van het stadion waar die zomer de Zevende Olympische Spelen plaatsvonden.
Lampo's vader was chef de bureau in staatsdienst bij de Post; zijn moeder gaf les in het stedelijk onderwijs. De ouders van Lampo waren in de tweede generatie socialist en, in tegenstelling tot een overgrote meerderheid van de Vlaamse bevolking, niet katholiek gedoopt.
De schrijver is zodoende afkomstig uit een kleine minderheid van de Vlaamse bevolking die zich meer met de ontvoogding van de arbeidersklasse identificeerde dan met de Vlaamse strijd en die zich hoegenaamd niets gelegen liet liggen aan de opvattingen van meneer pastoor.
Hubert Lampo behaalt in 1938 zijn diploma als onderwijzer. Na zijn militaire dienst - waar hij een administratieve functie krijgt - stopt hij met lesgeven en wordt journalist (1945-1965). In 1948 wordt hij rijksinspecteur en sinds 1965 hoofdinspecteur der Openbare Bibliotheken. Wanneer hij in 1965 tot hoofdinspecteur benoemd wordt, stopt hij met de journalistiek.
Lampo's vroege jeugd voltrok zich in de jaren 30, naar hij later zelf zou zeggen een "beloken" tijd van economische crisis en opkomend fascisme. Toen hij twintig jaar oud was brak de Tweede Wereldoorlog uit, een periode die diepe, onuitwisbare voren door zijn bewustzijn zou trekken, als gevolg waarvan het nazisme in zijn latere literaire werk zou uitgroeien tot het "Kwaad" met hoofdletter "K". De passage over de arrestatie van de Joden in zijn roman De eerste sneeuw van het jaar (1985) behoort tot de indrukwekkendste uit zijn meer dan 50-jarige schrijverschap. En hoewel hij weliswaar bij herhaling blijk gaf van vergevingsgezindheid jegens die of gene individuele collaborateur, bleef hij altijd onverbiddelijk waar het de collaboratie als zodanig betrof.

### Oorlogsdebuut
Nog tijdens de oorlog, in 1943, verscheen Lampo's debuut: Don Juan en de laatste nimf, een novelle die niet alleen de kiem van het in later werk veel pregnantere magisch realisme al duidelijk in zich droeg, maar die tegelijk een uitgebreide reeks fictieve verhalen zou gaan aanvoeren, die zich in een ver verleden afspelen. Historische fictie... tegenwoordig loopt iedereen ermee weg, maar destijds was Lampo, zeker in onze Lage Landen, nog een vrij eenzame fakkeldrager voor dit genre.
In hetzelfde jaar verscheen ook nog De jeugd als inspiratiebron, een essay over jongeren als personage in de Vlaamse letteren. Iedere schrijver poogt zijn opvattingen scherp te stellen door reflectie over eigen werk en dat van anderen. Lampo zou essays blijven schrijven die bewijzen dat zijn interessesfeer verder reikte dan de literatuur. Al in de eerste decennia van zijn loopbaan hield hij zich bezig met dingen die – toen althans – geen betrekking hadden op zijn literair werk. Vaak ging het om opdrachten voor monografieën over auteurs of schilders, maar even dikwijls betrof het eigen stokpaardjes zoals Charles-Joseph de Graeve, de Gentse fantast uit de 18de eeuw en zijn République des Champs Elysées, die het voorwerp werden van het boekje Toen Heracles spitte en Kirke spon.
Lampo's eerste roman, Hélène Defraye, verscheen in 1945. Net als Don Juan is het een ambitieus geschrift voor een auteur zo jong als Lampo toen was. Het is een psychologische oorlogsroman over een jonge vrouw in haar werk en liefde voor zowel een vader, hoogleraar chirurgie, als zijn studerende zoon, die onderwijzer is. De hoofdpersoon is een intellectuele vrouw - een van de eersten, zo niet de eerste in de Vlaamse literatuur -, van beroep een jonge chirurge en universiteitsassistente in oorlogstijd. Tijdens de oorlog gaf Lampo zelf korte tijd les in het Stedelijk Onderwijs. Nadien volgde hij Lode Zielens op in het Museum voor de Vlaamse Letterkunde (thans AMVC-Letterenhuis).
Omstreeks deze tijd nam hij de taak van redactiesecretaris van het Nieuw Vlaams Tijdschrift op zich. Die functie bleef hij officieel uitoefenen tot in 1965. Daarnaast verzorgde de schrijver de wekelijkse pagina Kunst en Cultuur van het socialistische dagblad De Volksgazet waarvoor hij honderden recensies zou schrijven, zowel over literatuur als over beeldende kunsten en theater.
De ruiter op de wolken uit 1949 – het jaar tevoren werd Lampo rijksinspecteur van de openbare bibliotheken – is een realistische roman met autobiografische elementen.

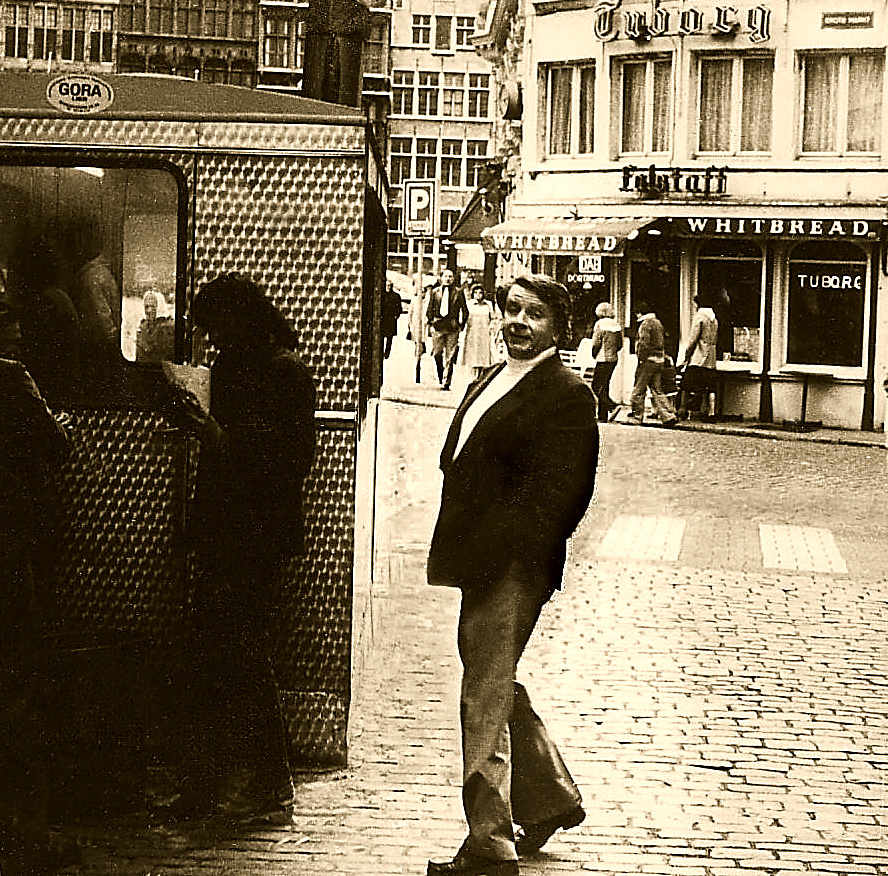
Hubert Lampo, in 1982 gefotografeerd op de Grote Markt in zijn geliefde Antwerpen, wist het zeker: "Dit is het beste frietkot van de stad"

### Antwerpen als oeuvredecor
Idomeneia en de kentaur (1951) is het speelse verhaal over de liefde van een kentaur voor een Atheense hetaere, meteen de minnares van de plaatselijke tiran. Het gaat (alweer) om een novelle over een onvervulde liefde met tragische afloop. Toch blijft vooral de humor bij, zoals de opzettelijke anachronismen, waaronder verwijzingen naar het politieke en literaire bedrijf. Vanaf Idomeneia publiceerde Lampo zijn boeken in Nederland.
Eveneens in 1951 verscheen het essay De roman van een roman, een onderzoek naar de genese van het door hem toen zeer bewonderde Le grand Meaulnes van Alain-Fournier.
De historische roman De belofte aan Rachel uit 1952 is een variant op het Jozef-verhaal uit het Oude Testament. De Belofte is een politieke roman - een reflectie over wat Lampo en zijn generatie in de jaren 30 en 40 meemaakten en een pleidooi voor een democratisch humanisme.
Met Terugkeer naar Atlantis keerde Lampo in 1953 vast naar Antwerpen terug. Tijdens het ontstaan van de roman vermoedde hij nog niet dat de Scheldestad in al zijn latere werk een grote rol zou spelen. Het boek speelt in een deels verzonnen gebied in de Kielse polder.
Met De Duivel en de Maagd (1955) schreef Lampo de eerste roman in ons taalgebied over Gilles de Rais, de adjudant van Jeanne d'Arc en meteen de eerste literaire tekst die zinspeelt op de mogelijke liefde van Gilles voor Jeanne.

### Lampo vestigt zijn naam (én die van Joachim Stiller)

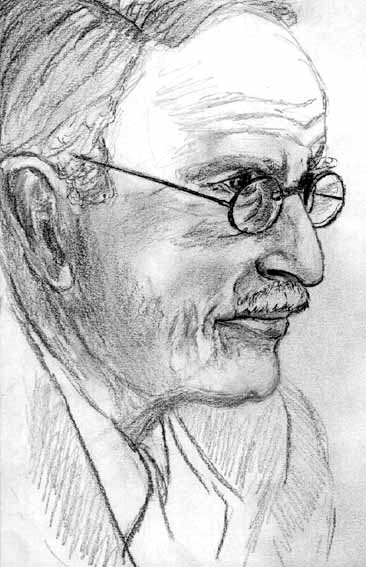
C.G. Jung

De komst van Joachim Stiller (1960) groeide uit tot Lampo's bekendste boek. De auteur leed onder psychische spanningen, voortkomend uit het stuklopen van drie huwelijken in successie; tijdens het schrijven dook onvoorzien het messiaanse archetype op; dit verleende aan de roman zijn uiteindelijke betekenis en had een therapeutische uitwerking op de auteur. De verklaring van dit fenomeen vond de agnosticus Lampo in de geschriften van Carl Gustav Jung. Naast Freuds persoonlijke onderbewuste poneerde Jung een collectief onbewuste waaraan wij allen deel hebben en van waaruit beelden met een grote symbolische betekenis kunnen opduiken.
Als redactiesecretaris van het Nieuw Vlaams Tijdschrift, recensent van de Volksgazet, presentator van Vergeet niet te lezen (het toenmalige boekenprogramma van de BRT-televisie) en als inspecteur van de openbare bibliotheken, was Lampo invloedrijk - een man van het socialistische en vrijzinnige establishment. Als zodanig zat hij in de weg van jongere auteurs die met de avant-garde dweepten en modernisme, nouveau roman en engagement propageerden. Daar komt nog bij dat Lampo in hun ogen niet recht in de leer was omdat hij niet te beroerd was katholieke auteurs te recenseren en met Joachim Stiller een figuur op te voeren die men kon vereenzelvigen met Jezus Christus.
Hermione betrapt, waarin de historicus Rudolf Reyniers na twintig jaar zijn dood gewaande jeugdliefde terugvindt, is geen magisch-realistische roman. Toch appelleert het aan een verlangen dat bij velen leeft.
In 1963 kreeg Lampo voor De Komst van Joachim Stiller de Driejaarlijkse Staatsprijs. Het jaar daarop verscheen de novellebundel Dochters van Lemurië.

### Zelfreflectie
In 1965 vestigde Lampo zich met zijn vrouw Lucia in de Kempen en zette zijn medewerking aan de Volksgazet en het Nieuw Vlaams tijdschrift stop. Uitgeverij Desclée de Brouwer vroeg de schrijver om een autobiografisch werk voor haar Open Kaart-reeks; het werd De draad van Ariadne (1967), Lampo's speurtocht naar de wortels van het eigen werk. Een uitgebreide, herziene versie ervan verscheen in 1978 onder de titel Joachim Stiller en ik.
In 1967 bundelde Lampo zijn verspreide opstellen in het eerste deel van De Ring van Möbius. Deel twee verscheen in 1972. Beide delen bevatten korte essays en opnieuw bewerkte krantenartikelen, de meeste ervan handelend over Vlaamse literatuur.

### Graal, Orpheus en Stonehenge
In de roman De Heks en de Archeoloog (1968) komt het graalthema voor het eerst om de hoek kijken. De Goden moeten hun getal hebben, later herdrukt als Kasper in de Onderwereld, ontstond in 1969 als boekenweekgeschenk. Het is een mythische roman die de Oudgriekse Orpheus-mythe parafraseert. Hoofdpersoon Kasper Bentheim, een gewezen concertpianist, wordt als krankzinnige verpleegd in Geel, maar ontsnapt en gaat op zoek naar zijn dood gewaande geliefde. Zo komt hij in Antwerpen terecht, een stad die hij voor de woonplaats van de doden houdt.

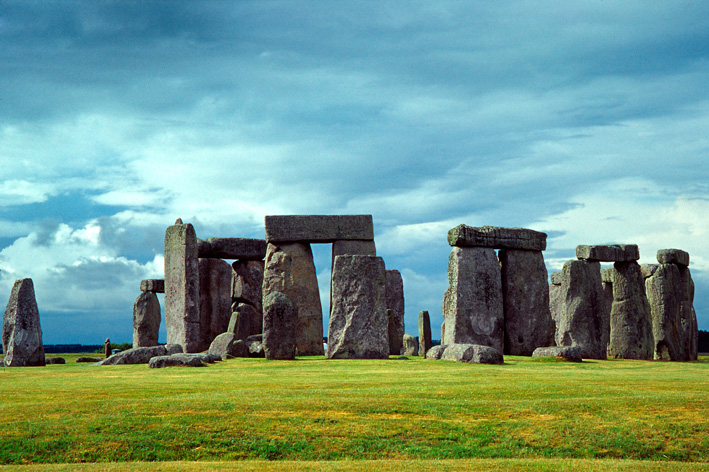
Stonehenge

In 1970 bezocht Lampo voor het eerst het prehistorische monument Stonehenge op de Salisbury Plain in Zuid-Engeland. Het maakte een diepe indruk op hem, en zou prominent gaan figureren in zijn toekomstige werk.
Omstreeks diezelfde tijd zette Lampo zich aan de vertaling van een boek dat hem al lang boeide, te weten het beangstigende Malpertuis van de Franstalige Gentenaar Jean Ray en legde daarmee een fundament voor de herleving van diens werk. Dienstbaar aan gerespecteerde voorgangers was Lampo ook toen hij in 1971 een bewerking in hedendaags Nederlands van de roman Liefde van P.-F. Van Kerckhoven verzorgde en zodoende een vergeten boek aan het licht bracht.

### Magisch realisme: Lampo verklaart, licht toe, legt uit
Totaal anders dan De ring van Möbius is De Zwanen van Stonehenge (1972), een bijna 400 pagina's tellende bundel opstellen met als ondertitel Een leesboek over magisch realisme en fantastische literatuur. Het is een rondleiding door het rijk van de fantasie en een intellectueel-literair zelfportret ineen.
In 1972 verscheen ook de novellebundel De vingerafdrukken van Brahma. Naderhand haalde de uitgever het boek uit elkaar en bracht de titelnovelle apart op de markt. Nog weer later, in 1991, diende De vingerafdrukken als basis voor de veel complexere roman De man die van nergens kwam.

### Terug naar de oorlog
De neus van Cleopatra (1975) – een bundel opstellen met in het midden, bij wijze van intermezzo, een verhaal – is een non-conformistisch, speels boek over bizarre fenomenen in de literatuur en daarbuiten. En al even anarchistisch is Kroniek van Madoc (1975) waarin Lampo op zoek gaat naar het verloren boek Madoc van "Willem die Reinaert maakte".
In 1976 verschenen, vlak na elkaar, de romans De prins van Magonia en Een geur van sandelhout. De eerste ontstond na de vraag van het Davidsfonds om een bijdrage voor de bundel Sociale Verhalen, die ook werk van Gerard Walschap, Hugo Claus, Piet van Aken en anderen bevat. Het is een poëtische roman, gesitueerd in de Tweede Wereldoorlog.
Intussen kwam de Joachim Stiller-verfilming van Harry Kümel op de Vlaamse en de Nederlandse televisie. Na de publicatie van Joachim Stiller en ik (1978) ging in 1979 Jef Van der Heydens verfilming van Kasper in de Onderwereld in première.

### Oorlog + graal = thriller

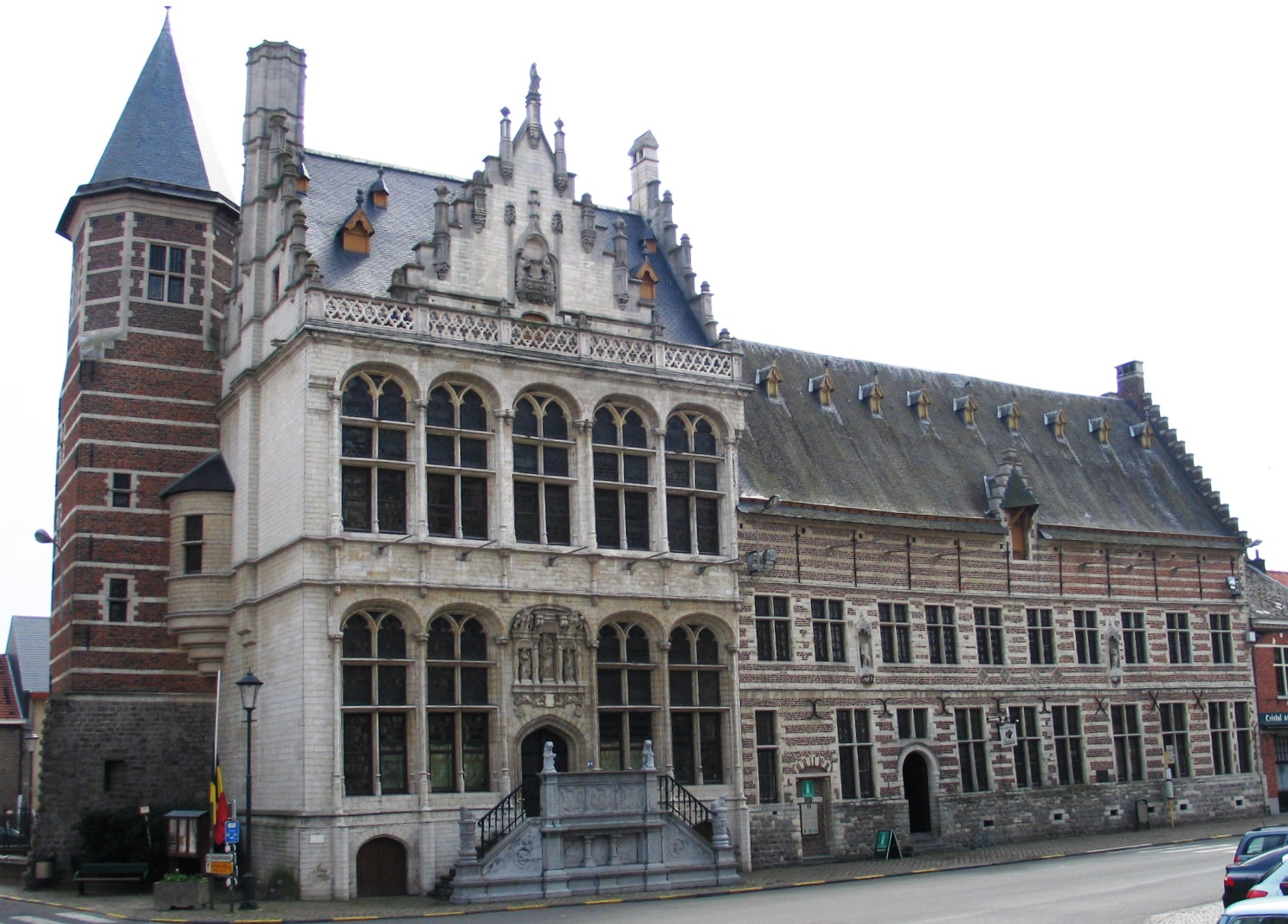
Stadhuis van Zoutleeuw: Zoetelede?

1980 was het jaar waarin de lijvige magisch-realistische thriller Wijlen Sarah Silbermann verscheen. Het boek speelt in het stadje Zoetelede, nauw verwant aan het Nedermunster uit het verhaal De Madonna van Nedermunster (en aan het "echte" Zoutleeuw). De roman dankt zijn charme aan de combinatie van dit decor met een onopgeloste moord tijdens de Duitse bezetting van België in de Tweede Wereldoorlog, het plaatselijke carnaval en het graalthema. Binnen een maand verscheen van dit boek reeds een tweede druk.
Intussen schreef Lampo het scenario voor de tweedelige televisiedocumentaire Arthur van Anton Stevens, die in 1981 werd uitgezonden en die hij zelf presenteerde. Dit avontuur kreeg zijn neerslag in een boek. Vier jaar na de film volgde het essay Arthur, waarvoor de Nederlandse fotograaf Pieter-Paul Koster de natuurfoto's leverde. Het kwam in het Nederlands, Frans, Engels en Duits op de markt.
In 1983 verscheen de roman Zeg maar Judith waarin Lampo - tegen zijn gewoonte in - expliciete herinneringen inlaste aan ziekte en dood van zijn vader. In datzelfde jaar werden Terugkeer naar Atlantis, De Komst van Joachim Stiller en Een geur van sandelhout gebundeld uitgebracht onder de titel De Antwerpse romans.
In 1988 verscheen de omnibus Oorlogsjaren, met daarin De ruiter op de wolken, De Prins van Magonia en De eerste Sneeuw van het Jaar. Die laatste roman (1985) bevat herinneringen aan hoe de schrijver aan tewerkstelling in Duitsland ontsnapte en het verzetstijdschriftje waaraan hij meewerkte.

### Een grote eer
In 1989 werd Lampo doctor honoris causa aan de Université Stendhal in het Franse Grenoble – de eerste keer dat die eer een schrijver uit het Nederlandse taalgebied te beurt viel aan een buitenlandse universiteit. Dit droeg bij tot de uitbarsting van energie die begon met de roman De Elfenkoningin, spoedig gevolgd door De verdwaalde carnavalsvierder, De man die van nergens kwam en de verhalenbundel Schemertijdmuziek.
Deze boeken behoren overduidelijk tot het vertrouwde Lampo-universum. Bekende thema's en situaties keren terug: in De Elfenkoningin ontmoet de lezer Pieter-Frans Van Kerckhoven en komt de Tweede Wereldoorlog aan bod. Nieuw is de vaak anarchistische humor, nu eens expliciet, dan weer verhuld, maar steeds getuigend van een gebrek aan eerbied voor de folklore van de Vlaamse letteren.

### Lossere pols

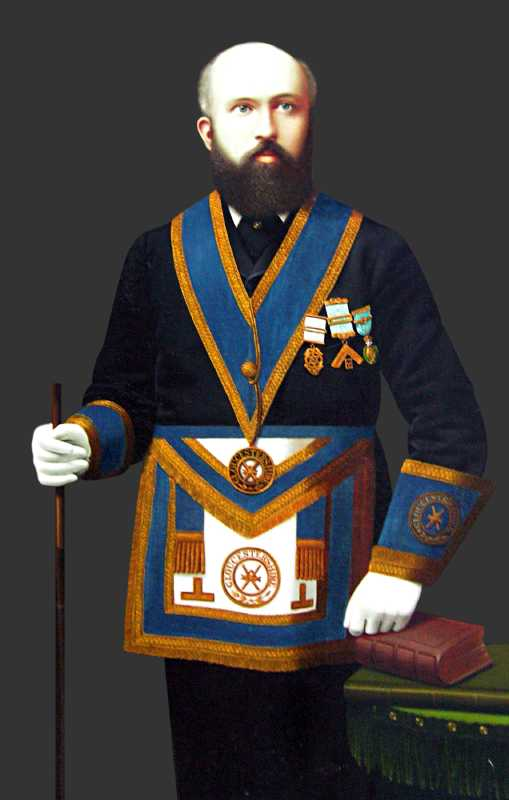
De Elfenkoningin

Lampo's laatste romans zijn met een lossere pols geschreven en opgebouwd met een grote structurele vrijheid. Even prominent zijn het optimisme en het vertrouwen in de verbeterbaarheid van het mensdom dat eruit spreekt. In De Elfenkoningin blijkt dat onder meer uit de rol van een (geïdealiseerde) vrijmetselarij. Lampo was overigens vrijmetselaar.
Deze boeken zijn omvangrijker dan de voorgaande. Ze tellen meer personages en spelen in meer decors. Ze zijn ook anders gestructureerd: de ene, realistische verhaallijn, die leidt naar het optreden van een archetype, maakt plaats voor twee of zelfs drie verhaallijnen, die bovendien elk in een andere tijd spelen.
In De man die van nergens kwam combineert de schrijver de geschiedenis van de ketter Eligius Pruystinck uit de tijd van de Reformatie met de liefde van de 19e-eeuwse hoofdredacteur Merlaan en de operazangeres Lise Clément en met een plot in het heden. In De verdwaalde Carnavalsvierder' is het verleden aanwezig dankzij de geschriften van de priester Kempeneers. Teksten slaan trouwens ook in de andere romans vaak een brug tussen vroeger en nu en fungeren als katalysator voor de nieuwsgierigheid van de hoofdpersoon.

### Naar Polen
Kort na het verschijnen van de verhalenbundel Schemertijdmuziek in 1992, vertrok Lampo naar Polen waar hij een reeks colleges zou geven aan de universiteit van Wrocław. Een neerslag daarvan is te vinden in De wortels van de verbeelding (1993). In 1994 volgde de roman De geheime academie, in zekere zin een voortzetting van De Elfenkoningin en De verdwaalde carnavalsvierder.
In de herfst van 1993 organiseerden het Humanistisch Vrijzinnig Centrum voor Lectuurvoorziening en het Archief en Museum van het Vlaamse Cultuurleven (AMVC) in Antwerpen het colloquium Hubert Lampo - vijftig jaar schrijverschap. Tegelijk liep in het AMVC een tentoonstelling. De lezingen van dit colloquium zijn samengebracht en uitgegeven in de bundel Hubert Lampo, 50 jaar schrijverschap.

### Synthese, lezingen en een laatste lauwerkrans
De meest uitgebreide synthese over Lampo's werk die tot nu toe verscheen, is de studie Hubert Lampo, de schrijver van het onzichtbare door Paul Van Aken (1996).
In augustus 2000 organiseerde de Vrije Universiteit Brussel op initiatief van de filosoof prof. Hubert Dethier een druk bezocht colloquium over het oeuvre van Hubert Lampo. Enkele tientallen kenners uit binnen- en buitenland kwamen aan het woord tijdens een vierdaagse lezingenmarathon. Bij deze gelegenheid kwam de omnibus Innerlijke domeinen uit. Ongeveer gelijktijdig verscheen een nieuwe editie van Terugkeer naar Atlantis.
Nog geen jaar later ontving Lampo in Antwerpen de Prijs van het Vrijzinnig Humanisme.
In 2003 werd het Vlaams-Nederlandse Hubert Lampo Genootschap opgericht, gewijd aan de studie en promotie van het oeuvre en het gedachtegoed van Hubert Lampo.
Tot slot verschenen de Franse vertaling van De Duivel en de Maagd, onder de titel Le Diable et la Pucelle in Rijsel (2002) en de omnibus Heimwee naar de Sterren in het voorjaar van 2003, recentelijk nog gevolgd door twee speciale edities van De komst van Joachim Stiller.

### Ziekte en dood
Hubert Lampo was 85 jaar toen hij overleed. Voordien was hij al geruime tijd zwaar ziek geweest. Hij leed aan de ziekte van Alzheimer en had grote problemen met het verwerken van de dood van zijn (vierde) vrouw, die een jaar eerder overleden was. Lampo stierf te Essen, in het bejaardenhuis waar hij sinds haar dood gewoond had.
Hij werd op zaterdag 22 juli 2006 om 10.45 uur in Wilrijk gecremeerd. Zijn asurn ligt begraven op Schoonselhof, het domein van de stedelijke begraafplaats van Antwerpen.

## Citaat uit zijn werk
Met La Princesse de Clèves verscheen, als een optelsom van realiteit en psychologie, de psycho-realistische romankunst op het toneel van de westerse literatuur. Het volledig kanvas voor de traditionele, ook éénmaal uitgekeken erotische trigonometrie is er al volledig in aanwezig: zij en hij, en nogmaals hij - en variaties genoeg hierop!
— Hubert Lampo: De zwanen van Stonehenge, Meulenhoff Amsterdam, 1972, vijfde druk april 1974, 1. De vrouw die het anders zag, p. 15. (Opstellen).

### Proza
- 1943 - Don Juan en de laatste nimf, novelle
- 1945 - Hélène Defraye, roman
- 1947 - Triptiek van de onvervulde liefde, romans
- 1948 - De ruiter op de wolken, roman
- 1951 - Idomeneia en de Centaur (met Ben van Eysselstein)
- 1952 - De belofte aan Rachel, roman
- 1953 - Terugkeer naar Atlantis, roman
- 1953 - Het zwarte sterrenbeeld. Een radiophonisch treurspel, toneel
- 1955 - De duivel en de maagd, roman
- 1955 - Jan Vaerten, monografie
- 1959 - De geliefden van Falun, schooluitgave
- 1960 - De komst van Joachim Stiller, roman (in 1976 verfilmd)
- 1962 - Hermione betrapt, roman
- 1964 - Dochters van Lemurië
- 1967 - De heks en de archeoloog, roman
- 1969 - De goden moeten hun getal hebben (boekenweekgeschenk)
- 1971 - Omnibus
- 1972 - De vingerafdrukken van Brahma
- 1976 - Een geur van sandelhout
- 1976 - De prins van Magonia
- 1977 - De verzoeking
- 1978 - De engel en de juke-box
- 1979 - De geboorte van een god
- 1979 - Verhalen uit nomansland
- 1980 - Wijlen Sarah Silbermann
- 1983 - Zeg maar Judith
- 1983 - Omnibus - De Antwerpse romans
- 1985 - Het Graalboek
- 1985 - De Eerste Sneeuw van het Jaar
- 1986 - De Verhalen
- 1988 - Oorlogsjaren
- 1988 - De Man die Onderdook en andere verhalen
- 1989 - De Elfenkoningin
- 1990 - De Verdwaalde Carnavalsvierder
- 1991 - De Man die van Nergens Kwam
- 1992 - Schemertijdmuziek
- 1994 - De Geheime Academie
- 1995 - De magische wereld van Hubert Lampo. Zijn beste verhalen
- 2000 - Innerlijke Domeinen
- 2003 - Heimwee Naar De Sterren

### Essays
- 1943 - De jeugd als inspiratiebron
- 1950 - De Vlaamse steden
- 1951 - De roman van een roman (over Alain-Fournier)
- 1952 - Marstboom (met J. Trouillard)
- 1954 - Jan Vaerten
- 1957 - Toen Herakles spitte en Kirke spon: zijnde het verhaal van Charles-Joseph de Grave en zijn 'République des Champs Élysées, waarin bewezen wordt dat Plato's Atlantis in de Nederlanden gelegen was
- 1957 - Lode Zielens
- 1960 - Joris Minne, beeldhouwer
- 1961 - Felix Timmermans 1886-1947
- 1965 - Lod. de Maeyer
- 1966 - Armand Boni. Van literair grisaille tot episch fenomeen
- 1967 - De ring van Moebius I
- 1967 - De draad van Ariadne, autobiografie
- 1970 - Er is méér Horatio... (met Robin Hannelore)
- 1972 - De zwanen van Stonehenge, leesboek over het magisch realisme
- 1972 - De ring van Moebius 2
- 1972 - Felix Timmermans; mens, schrijver, schilder, tekenaar
- 1974 - Grobbendonkse brieven (met Robin Hannelore)
- 1975 - De kroniek van Madoc
- 1975 - De neus van Cleopatra
- 1975 - Lod. de Maeyer, asceet, alchemist, kunstschilder
- 1978 - Joachim Stiller en ik (heruitgave van De draad van Ariadne)
- 1980 - Dialogen met mijn Olivetti
- 1985 - Arthur (met foto's van Pieter Paul Koster)
- 1988 - Terug naar Stonehenge. Een magisch-realistisch droomboek
- 1993 - De wortels van de verbeelding

Boeken van Lampo zijn vertaald in het Engels, Duits, Frans, Tsjechisch, Pools, Russisch, Zweeds, Roemeens, Portugees en Spaans.

### Tijdschriften
Hubert Lampo was redacteur van De Faun (1945-1946) en medeoprichter en redactiesecretaris van het Nieuw Vlaams Tijdschrift (1946-1965).
Hij was hoofdredacteur van het cultureel-politieke Vlaamse weekblad Parool, dat na een jaar bij gebrek aan lezers werd opgeheven.
Bij De Volksgazet was hij 20 jaar lang redacteur Kunst en Letteren. Hij schreef er boekrecensies, waarin hij hoge eisen stelde aan literatuur.
Lampo was voorts redacteur van Diogenes, vaste medewerker van Bres en hij publiceerde regelmatig in Kroniek van Kunst en Kultuur.

### Prozavertalingen
- 1944 - Vercors: Le Silence de la mer  als De stilte der zee
- 1955 - Françoise Sagan: Bonjour Tristesse als Bonjour tristesse
- 1956 - Françoise Sagan: Un certain sourire als Als een verre glimlach
- 1958 - Françoise Sagan: Dans un mois, dans un an als Binnen een maand
- 1965 - Françoise Sagan: La Chamade als Het sein tot overgave
- 1970 - Jean Ray: Malpertuis als Malpertuis
- 1971 - P.-Fr. van Kerckhoven: Liefde (bewerking naar hedendaags Nederlands)

### Toneelvertalingen
- 1963 - J.P. Bréal: La grande oreille (Nationaal Toneel van België)
- 1966 - Jean Anouilh: Colombe (Nationaal Toneel van België)
- 1967 - Friedrich Dürrenmatt: Der Meteor (Koninklijke Vlaamse Schouwburg)
- 1968 - Jules Romains: Knock (Nationaal Toneel van België)

### Verfilmingen
- 1976 - Harry Kümel: De komst van Joachim Stiller, een televisieserie met Hugo Metsers en Cox Habbema in de hoofdrollen. Het Koninklijk Filmarchief (van België) heeft de filmband in 2004 gerestaureerd en op DVD uitgebracht. Deze DVD is uitgebracht in de serie 'Kroniek van de Vlaamse Film 1955–1990'.

### Over Hubert Lampo
- 1983 - Jef van Gool: Over Hubert Lampo, beschouwingen en interviews
- 1983 - Paul van Aken: Bijdrage over Lampo in "Kritisch Lexicon van de Nederlandstalige Literatuur na 1945"
- 1984 - Jacques van Baelen: Hubert Lampo, mens- en wereldbeeld
- 1984 - Fernand Bonneure: Hubert Lampo, in: Brugge Beschreven. Hoe een stad in teksten verschijnt (Brussel, Elsevier)
- 1986 - Jacques Kersten: Literair Moment, Hubert Lampo informatie
- 1989 - Bibliotheekwinkel: Hubert Lampo, Schrijversmap
- 1993 - Gerrit Jan Zwier: Aandacht voor Lampo in Dagboek van een provinciaal
- 2005 - David Schmidhofer: Zugänge zum magischen Realismus in der Flämischen Literatur - Eine Untersuchung (Universiteit Wenen)[2]
- 2008 - Susan Mahmody: Hubert Lampo - Franz Kafka, Wechselbeziehungen

## Prijzen en onderscheidingen
Lampo ontving voor zijn werk, dat meer dan een halve eeuw bestrijkt, talrijke prijzen en onderscheidingen. Afzonderlijke romans en essays werden bekroond, maar herhaaldelijk ook zijn gehele oeuvre.
- 1947 - Prijs van de Provincie Antwerpen voor Hélène Defraye
- 1954 - Arthur Merghelynck-prijs van de Koninklijke Vlaamse Academie voor Taal- en Letterkunde voor Terugkeer naar Atlantis
- 1957 - Prijs voor de Roman van de Provincie Antwerpen voor De duivel en de maagd
- 1961 - Laureaat bij het Referendum der Vlaamse Letterkundigen voor De komst van Joachim Stiller
- 1963 - Driejaarlijkse Staatsprijs voor het Scheppend Proza voor De komst van Joachim Stiller
- 1968 - Laureaat bij het Referendum der Vlaamse Letterkundigen voor De heks en de archeoloog
- 1972 - SFAN-Award voor de vertaling van Malpertuis van Jean Ray
- 1976 - Prijs van de Provincie Antwerpen voor De zwanen van Stonehenge
- 1977 - Prijs voor het Essay van de Vlaamse Provinciën voor De zwanen van Stonehenge
- 1981 - Progressefprijs van de Vlaamse Vereniging voor Science Fiction en Fantastiek voor zijn hele oeuvre
- 1983 - Prijs van de Vlaamse Provinciën voor zijn hele oeuvre
- 1985 - Gouden Televizier-Ring voor Arthur
- 1986 - Emiel Bernheimprijs voor zijn hele oeuvre
- 1989 - Eredoctoraat in de letteren, verleend door de Université Stendhal te Grenoble
- 1989 - Ereburgerschap van de stad Grenoble
- 1990 - Huldiging en uitreiking van de erepenning van de stad Antwerpen
- 1993 - Gouden erepenning van de Vlaamse Raad
- 1998 - Provinciale Prijs voor Letterkunde voor zijn gehele oeuvre van de Provincie Antwerpen
- 2001 - Prijs Vrijzinnig Humanisme
- 2002 - Ereburgerschap van de gemeente Grobbendonk
- 2010 - Straatnaam in de Regattawijk in Antwerpen, de Hubert Lampolaan